# My Way (album Franka Sinatry)
My Way – album studyjny amerykańskiego piosenkarza Franka Sinatry wydany na LP w marcu 1969 roku nakładem Reprise Records. Wydawnictwo zawiera zróżnicowaną kolekcję współczesnych piosenek popowych, w tym „Yesterday” z repertuaru zespołu The Beatles, „Mrs. Robinson” duetu Simon & Garfunkel, „For Once in My Life” i ikoniczną piosenkę tytułową, która została nagrana przez Sinatrę 30 grudnia 1968 roku oraz wydana na singlu 21 marca następnego roku i która uważana jest za muzyczną wizytówkę (signature song) tego piosenkarza. 

## Lista utworów
Opracowano na podstawie materiału źródłowego.
| Strona A | Strona A                                                                    | Strona A |
| Nr       | Tytuł utworu                                                                | Długość  |
| -------- | --------------------------------------------------------------------------- | -------- |
| 1.       | „Watch What Happens” (autorzy: Jacques Demy, Michel Legrand, Norman Gimbel) | 2:17     |
| 2.       | „Didn’t We” (autor: Jimmy Webb)                                             | 2:55     |
| 3.       | „Hallelujah, I Love Her So” (autor: Ray Charles)                            | 2:47     |
| 4.       | „Yesterday” (autorzy: John Lennon, Paul McCartney)                          | 3:30     |
| 5.       | „All My Tomorrows” (autorzy: Sammy Cahn, Jimmy Van Heusen)                  | 4:35     |
|          |                                                                             | 16:04    |

| Strona B | Strona B                                                                       | Strona B |
| Nr       | Tytuł utworu                                                                   | Długość  |
| -------- | ------------------------------------------------------------------------------ | -------- |
| 1.       | „My Way” (autorzy: Claude François, Gilles Thibaut, Jacques Revaux, Paul Anka) | 4:35     |
| 2.       | „A Day in the Life of a Fool” (autorzy: Carl Sigman, Luiz Bonfá)               | 3:00     |
| 3.       | „For Once in My Life” (autorzy: Orlando Murden, Ron Miller)                    | 2:50     |
| 4.       | „If You Go Away” (autorzy: Jacques Brel, Rod McKuen)                           | 3:30     |
| 5.       | „Mrs. Robinson” (autor: Paul Simon)                                            | 2:55     |
|          |                                                                                | 16:50    |

| Utwory dodatkowe – 40th Anniversary Edition | Utwory dodatkowe – 40th Anniversary Edition | Utwory dodatkowe – 40th Anniversary Edition |
| Nr                                          | Tytuł utworu                                | Długość                                     |
| ------------------------------------------- | ------------------------------------------- | ------------------------------------------- |
| 1.                                          | „For Once in My Life (Rehearsal)”           | 4:08                                        |
| 2.                                          | „My Way (Live)”                             | 3:12                                        |

| Utwory dodatkowe – 50th Anniversary Edition | Utwory dodatkowe – 50th Anniversary Edition | Utwory dodatkowe – 50th Anniversary Edition |
| Nr                                          | Tytuł utworu                                | Długość                                     |
| ------------------------------------------- | ------------------------------------------- | ------------------------------------------- |
| 1.                                          | „My Way – duet with Willie Nelson”          | 4:24                                        |
| 2.                                          | „My Way – duet with Luciano Pavarotti”      | 3:33                                        |
| 3.                                          | „My Way – Live at the Ahmanson Theatre”     | 4:37                                        |
| 4.                                          | „My Way – Live at the Reunion Arena”        | 3:44                                        |